# Mississippi (teritoriu SUA)
Teritoriul Mississippi, conform originalului, Mississippi Territory, a fost o entitate administrativă pre-statală, un teritoriu organizat al Statelor Unite ale Americii între 7 aprilie 1798 și 10 decembrie 1817  când Mississippi a devenit cel de-al douăzecilea stat al Uniunii. Suprafața teritoriului a fost extinsă de două ori, în 1804 și apoi în 1812, când a avut extinderea maximă, întinzându-se de la Golful Mexic până la granița sudică a statului Tennessee de astăzi.
În 1802, Georgia a renunțat la porțiunea nordică, pe care a pretins-o pentru teritoriul său, iar porțiunea de tărm marin de la Golful Mexic, numită Gulf Coast region a fost achiziționată de la Spania. Inițial, Mississippi Territory a inclus teritoriul care este astăzi statul Alabama, dar cu 9 luni înaintea admiterii teritoriului  Mississippi în Uniune, la 3 martie 1817, Congresul Statelor Unite a creat, din jumătatea estică a Teritoriului Mississippi, un alt teritoriu organizat, Alabama Territory.

## Istoric
Teritoriul Mississippi a fost organizat în 1798 pe pământ care a fost disputat de Statele Unite și Spania, până când Spania a cedat pretențiile sale cu ocazia Tratatului de la Madrid din 1795. Această suprafață s-a extins între paralela de 31 grade latitudine nordică la paralela 32° 28' nord, acoperind aproximativ jumătatea sudică a actualelor state Alabama și Mississippi.
Statul american Georgia a pretins o întindere teritorială aproape la fel de mare ca acea a statelor Alabama și Mississippi de astăzi (între paralele 31° N și 35° N) ca fiind propriul său teritoriu, până când a renunțat la acesta în 1802. Doi ani mai târziu, Congres-ul a extins limitele Mississippi Territory ca să include întreaga suprafață cedată prin actul Georgia Cession.
Limita dintre Georgia și Mississippi Territory a fost definită să urmărească granița naturală delimitată de Chattahoochee River la nord față de limita cu Florida spaniolă. Dar cum cursul râului Chattahoochee virează nord-est, intrând adânc în teritoriul statului Georgia, limita a fost definită ca să urmărească râul până la schimbarea direției către nord-est, după care a fost trasată o linie dreaptă la nord de cea de-a 35-a paralelă, a cărei rol în delimitarea limitelor datează în 1730 când Colonia Carolina a fost despărțită într-o parte de Nord și una de Sud. 
Linia de graniță nu a fost dusă direct către nord ci înclinată astfel încât zăcămintele de cărbune să rămână pe teritoriul Georgiei. 
În 1812, Congresul S.U.A a anexat la teritoriul statului Mississippi Districtul Mobil al Floridei de Vest, pretinzând  că este inclus în achizitia statului Louisiana, totuși Spania a disputat aceasta problema și și-a menținut autoritatea asupra acestei zone. 
Anul următor generalul James Wilkinson a ocupat acest district cu ajutorul armatei fără vreo opoziție din partea comandantului spaniol.Cu această nouă anexare teritoriului statului Mississippi i s-au adăugat coasta Golfului Mexic între râul Perdido și Pearl River (Mississippi-Louisiana). 
Pe 3 martie 1817 teritoriul statului Mississippi a fost divizat când porțiunea de vest a devenit parte a statului Mississippi ,iar partea de est a devenit parte a teritoriului statului Alabama. Localitatea St.Stephens(Alabama) de pe râul Tombigbee, a primit rolul de guvernare temporar. 
Congresul a delimitat granița dintre Mississipi și Alabama alocând ambelor state teritorii egale ca măsură cu Georgia.
Terenurile agricole au fost împărțite de o graniță de la sud până în colțul de nord-vest al Washington County(așa cum se numea atunci) și până la Golful Mexic.
Granița la nord de această locație era înclinată spre est cu scopul de a menține dimensiunile statului Mississippi relativ egale cu cele ale statului Alabama.
La capătul de nord , această graniță înclinată urmează o scurtă secțiune a râului Tennesse. 
Congresul a ales această delimitare deoarece dacă granița ar fi fost plasată în linie dreaptă până la granița cu Tennesse , statul Mississippi ar fi avut jurisdicție asupra unei restrânse porțiuni de teren cu dealuri despărțită de restul statului de către râul Tennesse. 